# Шолкін Павло Дмитрович
Павло Дмитрович Шолкін (7 листопада 1910, місто Новомиколаївськ Томської губернії, тепер місто Новосибірськ, Російська Федерація — 8 листопада 1980, місто Новосибірськ, тепер Російська Федерація) — радянський діяч, машиніст-інструктор локомотивного депо Інська Томської залізниці Новосибірської області. Депутат Верховної ради СРСР 4—5-го скликань. Герой Соціалістичної Праці (1.08.1959).

## Біографія
Народився в родині робітника-залізничника. Закінчив чотири класи Кривощоківської залізничної школи, вечірню школу з підготовки до технікуму та Тайгинську технічну школу паровозних машиністів.
Трудовий шлях розпочав у 1924 році з водолива водокачки роз'їзду Тихомирово Томської залізниці. Через два роки, в 1926 році, став кочегаром водокачки. У 1930 році без відриву від виробництва закінчив вечірню школу з підготовки до технікуму.
У 1930—1935 роках — помічник машиніста станції Новосибірськ-Головний Томської залізниці, голова заводського комітету заводу «Більшовик», заступник директора заводу «Більшовик» у Новосибірську. У 1936 році закінчив дев'ятимісячні курси машиністів паровозу при Тайгинській технічній школі паровозних машиністів.
У 1936—1937 роках — машиніст паровоза станції Ейхе (потім — Інська) Томської залізниці. У 1937—1944 роках — старший машиніст паровоза станції Інська Томської залізниці Новосибірської області. Під час німецько-радянської війни водив вантажні потяги до Москви.
Член ВКП(б) з квітня 1941 року.
У 1945—1946 роках — секретар партійного бюро паровозного депо станції Інська. У 1946—1947 роках — секретар вузлового партійного комітету станції Інська.
У 1947—1952 роках — старший машиніст паровозного депо Інська Томської залізниці Новосибірської області. У 1952—1966 роках — машиніст-інструктор локомотивного депо Інська Томської залізниці Новосибірської області. Неодноразово перевиконував п'ятирічні плани розвитку народного господарства.
Указом Президії Верховної Ради СРСР від 1 серпня 1959 року за видатні успіхи в розвитку залізничного транспорту Шолкіну Павлу Дмитровичу присвоєно звання Героя Соціалістичної Праці з врученням ордена Леніна та золотої медалі «Серп і Молот».
З 1966 року — пенсіонер союзного значення в Новосибірську. Помер 8 листопада 1980 року. Похований на Інському (Первомайському) цвинтарі в Новосибірську.

## Нагороди
- Герой Соціалістичної Праці (1.08.1959)
- три ордени Леніна (2.08.1942; 1.08.1953; 1.08.1959)
- орден Вітчизняної війни ІІ ст. (29.07.1945)
- орден Трудового Червоного Прапора (17.02.1951)
- медаль «За доблесну працю у Великій Вітчизняній війні 1941—1945 рр.» (1945)
- медаль «За доблесну працю. В ознаменування 100-річчя з дня народження Володимира Ілліча Леніна» (1970)
- медалі
- Нагрудний знак «Почесний залізничник»
- Нагрудний залізничний знак «Ударник Сталінського призову».
- Нагрудний знак «Відмінний паровозник»